# Leandro da Silva (calciatore 1989)
Leandro da Silva (Rio Branco do Sul, 11 gennaio 1989) è un ex calciatore brasiliano, di ruolo difensore.

## Caratteristiche tecniche
È un difensore centrale.

## Carriera

### Nazionale
Con la nazionale Under-20 brasiliana ha disputato il campionato sudamericano Under-20 2009, giocando un incontro.

## Statistiche

### Presenze e reti nei club
Statistiche aggiornate al 9 agosto 2018.
| Stagione               | Squadra                | Campionato             | Campionato | Campionato | Coppe nazionali | Coppe nazionali | Coppe nazionali | Coppe continentali | Coppe continentali | Coppe continentali | Altre coppe | Altre coppe | Altre coppe | Totale | Totale | Totale |
| Stagione               | Squadra                | Comp                   | Pres       | Reti       | Comp            | Pres            | Reti            | Comp               | Pres               | Reti               | Comp        | Pres        | Reti        | Pres   | Reti   |        |
| ---------------------- | ---------------------- | ---------------------- | ---------- | ---------- | --------------- | --------------- | --------------- | ------------------ | ------------------ | ------------------ | ----------- | ----------- | ----------- | ------ | ------ | ------ |
| 2009-2010              | Vitória Guimarães      | PL                     | 5          | 0          | CP+CdL          | 0+1             | 0               |                    | -                  | -                  |             | -           | -           | 6      | 0      |        |
| 2011                   | Paraná                 | A1/PR+B                | 1+0        | 0          | CB              | 0               | 0               |                    | -                  | -                  |             | -           | -           | 1+0    | 0      |        |
| 2012-2013              | Doxa Katōkopias        | A                      | 24         | 1          | CC              | 0               | 0               |                    | -                  | -                  |             | -           | -           | 24     | 1      |        |
| 2014-2015              | Nea Salamis            | A                      | 20         | 0          | CC              | 1               | 0               |                    | -                  | -                  |             | -           | -           | 21     | 0      |        |
| 2015-2016              | Doxa Katōkopias        | A                      | 32         | 2          | CC              | 0               | 0               |                    | -                  | -                  |             | -           | -           | 32     | 2      |        |
| Totale Doxa Katōkopias | Totale Doxa Katōkopias | Totale Doxa Katōkopias | 56         | 3          |                 | 1               | 0               |                    | -                  | -                  |             | -           | -           | 57     | 3      |        |
| Totale carriera        | Totale carriera        | Totale carriera        | 82         | 3          |                 | 2               | 0               |                    | -                  | -                  |             | -           | -           | 84     | 3      |        |